# إدوارد داندو

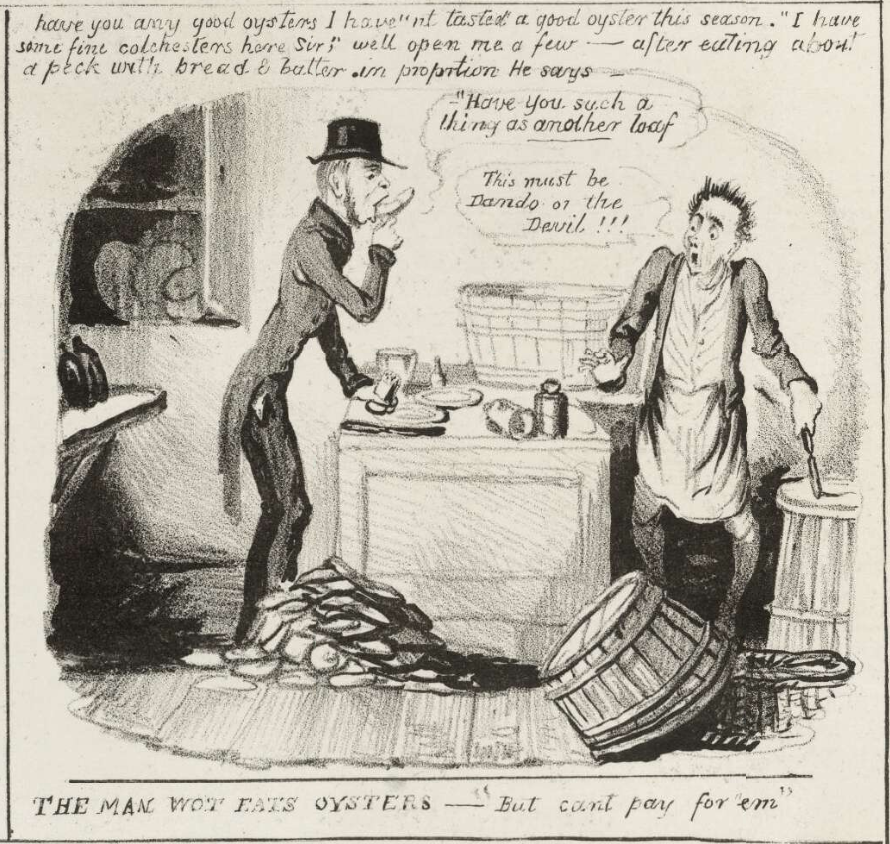
كارتون داندو 1830

إدوارد داندو ( ق. 1803 - 28 أغسطس 1832) كان لصًا لفت انتباه الرأي العام في بريطانيا بسبب عادته غير المعتادة في الإفراط في تناول الطعام في أكشاك الطعام والنزل، ثم كشف أنه لا يملك المال لدفعه. على الرغم من أن الأجرة التي يستهلكها كانت متنوعة، إلا أنه كان مغرمًا بشكل خاص بالمحار، حيث أكل مرة واحدة 25 دزينة (300) منها مع رغيف ونصف خبز بالزبدة.
بدأ داندو سرقته في حوالي عام 1826 واعتقل على الأقل في وقت مبكر من عام 1828. غالبًا ما كان يغادر دار الإصلاح ويذهب في جولة لتناول الطعام في نفس اليوم، ويتم القبض عليه على الفور ويمثل أمام المحكمة في غضون أيام قليلة، ثم يعاد إلى السجن. وفي مناسبة واحدة على الأقل، وُضع في الحبس الانفرادي بعد أن سرق حصص رفقائه من السجناء. كان معظم نشاطه في لندن، على الرغم من أنه قضى بعض الوقت في كينت، والكثير منه في سجون المقاطعة. أثناء وجوده في سجن كولدباث فيلدز في أغسطس 1832، أصيب داندو بالكوليرا - جزء من وباء طويل الأمد - وتوفي.
تم الإبلاغ عن وفاته، مثل العديد من مآثره، على نطاق واسع وبتعاطف في كل من الصحف اليومية بلندن والصحف المحلية. دخل اسمه في النقاش العام كمصطلح لشخص يأكل بشكل مفرط ولا يدفع. كان موضوع العديد من القصائد. في عام 1837 كتب ويليام ميكبيس ثاكيراي قصة قصيرة مبنية بشكل فضفاض على داندو. تم تحويل هذا أيضًا إلى مسرحية من قبل إدوارد ستيرلنغ. كتب تشارلز ديكنز عن داندو وشبهه بالإسكندر الأكبر.

## سيرة شخصية
هناك القليل من المعلومات المنشورة حول حياة داندو المبكرة، على الرغم من أنه ولد في حوالي عام 1803 وكان حاضنًا - ربما كان تلميذًا.  ذكرت مصادر عديدة اسمه إدوارد داندو وجنسيته بريطانية،  على الرغم من أن المتحف البريطاني يصفه بأنه "جون داندو"، وهو أمريكي.
في حوالي عام 1826، بدأ داندو ممارسة الأكل والشرب لدى بائعي الطعام المختلفين دون أن يكون قادرًا على تحمل تكلفة الوجبة. على الرغم من أنه عاطل عن العمل، إلا أنه رفض الراحة السيئة، قائلاً إنه يحتقرها لأن "روحه تعلوها". تم القبض على داندو بسبب أعمال السرقة التي قام بها على الأقل في وقت مبكر من عام 1828. عند مثوله أمام المحكمة في أبريل 1830، قال ضابط الشرطة الذي قام بالتوقيف إن داندو قد اعتقل قبل عامين بعد تناوله قدرين من البيرة اثنان رطل (0.9 كـغ) من لحم الردف والبصل ثم رفض الدفع.  اعتقل داندو في أبريل 1830 بعد تناوله 1.75 رطل (0.79 كـغ) من لحم الخنزير ولحم البقر، ورغيف نصف ربع، وسبع قطع من الزبدة و 11 كوبًا من الشاي، تصل إلى 3 ثوانٍ و 6 أيام،  في وقت كان متوسط الأجر الأسبوعي للعمال المزارعين بين ثمانية واثنا عشر شلن.   حكم عليه القاضي بالسجن لمدة شهر واحد في منزل التصحيح في بريكستون، ساري، بموجب قانون الغموض 1824 .   أمضى داندو بعض الوقت في الحبس الانفرادي بعد أن سرق الخبز ولحم البقر من زملائه السجناء. 
في يوم إطلاق سراحه، ذهب إلى متجر للمحار وأكل ثلاثة عشر (156) محارًا ونصف رغيف، مغسولًا بخمس زجاجات من بيرة الزنجبيل - بيرة الزنجبيل لأنه، كما قال، كان مضطربًا من الرياح. تم القبض عليه ومثل أمام المحكمة. وأوضح قائلاً: "لقد كنت مغرمًا جدًا بعبادتك، بعد أن عشت على بدل السجن لفترة طويلة، واعتقدت أنني سأعالج نفسي بمحار". كان هذا هو ثاني متجر محار يزوره في ذلك اليوم: في الأول أكل المحار والخبز بمجموع 6د 3س؛ ركله صاحب المحل وطرده من المحل. حكم القاضي على داندو بالسجن ثلاثة أشهر، وانتخب أن يكون ذلك في دار جيلفورد للإصلاح في ساري، والذي كان يُنظر إليه على أنه يحافظ على انضباط أكثر صرامة مما كان داندو قد مر به في بريكستون. وحذر داندو من أنه إذا كرر جريمته فسيواجه النقل. 
كان المحار رخيصًا في عشرينيات وثلاثينيات القرن التاسع عشر وكان مصدرًا غذائيًا أساسيًا للفقراء، الذين اشتروه من أكشاك المحار أو عربات اليد؛  في أوراق بيكويك (1836)، يتحدث ديكنز عن شخصية سام ويلر أن "الفقر والمحار دائمًا ما يجتمعان معًا"، واستمرارًا "كلما كان المكان أكثر فقرًا، يبدو أن هناك دعوة أكبر للمحار. انظر هنا يا سيدي. هنا كشك محار لكل نصف دزينة من المنازل. الشارع مبطنة. طوبى إذا كنت لا أعتقد أن الرجل فقير للغاية، فإنه يندفع خارج مسكنه ويأكل المحار حالة يأس كبير .  أو ما  إلى يوم لكل منهما.
نُشرت أخبار اعتقاله ومثوله أمام المحكمة - في أغسطس 1830 - في صحيفة التايمز، وتبع ذلك تناول داندو 11 دزينة (132) محارًا كبيرًا، ورغيفًا نصف دائري، وإحدى عشرة قطعة من الزبدة دون أن يكون قادرًا على دفع ثمنها. كان دفاعه أنه كان جائعًا بعد إطلاق سراحه من سجن جيلدفورد في ذلك اليوم: "أنا هنا تحت رحمتك، ومستعد للخضوع للعقاب الذي ينتظرني، مهما كان؛ لكنني أقول مرة أخرى، يجب أن أشبع جوعى. لم يفرض القاضي حكماً على داندو وسمح له بالمغادرة. خارج المحكمة، ألقى صاحب كشك المحار عليه دلوًا من الماء وضربه بعكازه، "مما أثار تسلية لا حصر لها لحشد من الأشخاص الذين تجمعوا في الخارج والذين كانوا على علم بتجاوزات السجين"، وفقًا لما قاله. الأوقات. 
ظل داندو خارج السجن حتى منتصف سبتمبر، عندما تم القبض عليه مرة أخرى بسبب تناول المحار دون أن يتمكن من دفع ثمنها. كان مالك متجر المحار في شارع فيجو، بيكاديللي، مرتابًا بعد أن تناول داندو عشرين من المحار. طعنته بالدفع وسلمته إلى الشرطة عندما اعترف بأنه لا يستطيع ذلك. تم إرسال داندو مرة أخرى إلى بيت الإصلاح. 
في أوائل ديسمبر 1830، عندما عاد إلى المحكمة مرة أخرى، قامت إحدى الصحف بتسميته "داندو، أكلة المحار الشهيرة. كانت سمعته السيئة تنتشر وكان عدد من بائعي المحار وأصحاب متاجر المواد الغذائية حاضرين في المحكمة لرؤيته. سمعوا أنه في اليوم التالي لإطلاق سراح داندو من السجن، زار حانة في نايتسبريدج وشرب ستة بنسات من البراندي مع قطعتين من بسكويت أبرنيثي ونصف لتر من البيرة. لم يدفع فقبض عليه بعد هروبه. تم اقتياده إلى مركز الشرطة حيث سامحه صاحب المنزل وأطلق سراحه. ذهب إلى مقهى حيث تناول الخبز والزبدة والقهوة بقيمة 1 ثانية و 6 دقات، ثم هرب دون أن يدفع. ذهب إلى نزلين آخرين وشرب مكايين من البيرة و 0.25 باينت إمبراطوري (0.14 ل) من الروم. لم يكن القاضي متعاطفًا مع أصحاب الحانة وقال إنه كان ينبغي عليهم طلب أموالهم مسبقًا لتوفير الطعام والشراب؛ أطلق سراح داندو. 
في أوائل يناير 1831، عاد داندو مرة أخرى إلى المحكمة لعدم دفعه مقابل الطعام - في هذه المناسبة الحساء والخبز - وسُجن مرة أخرى. عاد إلى المحكمة في نهاية فبراير، أمام القاضي السير ريتشارد بيرني. بعد أن شرب كأسين من البراندي في منزل عام واحد في شارع كوين قبل طرده، انتقل داندو بعد ذلك إلى مطعم بالقرب من تمبل بار. هنا أكل طبقين من اللحم البقري وشرب البراندي قبل أن يثبت أنه لا يستطيع الدفع. قبل الحكم عليه بالسجن ثلاثة أشهر، سأل بيرني داندو عن ملابسه التي تم الحصول عليها في السجون. للضحك في المحكمة، أوضح داندو
بعد إطلاق سراحه، تم القبض على داندو مرة أخرى وقضى عقوبة ثانية لمدة ثلاثة أشهر في السجن قبل إطلاق سراحه في أكتوبر 1831. في اليوم التالي لإطلاق سراحه، ذهب إلى متجر محار في لونغ لين، بيرموندسي، وأكل تسعة دزينات (108) محارًا مع نصف رغيف خبز وزبدة. نظرًا لأنه لم يكن لديه مكان إقامة، فقد حُكم عليه بالسجن لمدة ثلاثة أشهر في دار التصحيح في جيلفورد بتهمة التشرد.

تم العثور على داندو في حالة سكر في يناير 1832، بعد أن أطلق سراحه من السجن قبل أربعة أيام. مغطى بالطين وبعيون سوداء ملحوظة، سُجن لمدة ثمانية أيام بتهمة السكر في الأماكن العامة. في نهاية مارس تم اعتقاله مرة أخرى، لكن تم تسريحه. أعطاه بعض الحاضرين في المحكمة المال ليخبرهم بقصته، ونُشرت قصته على النحو الواجب في الصحافة. أوضح أنه بدأ في العيش بسرقة الطعام منذ حوالي ست سنوات وأنه إذا كانت لديه بدلة محترمة من الملابس، يمكنه شق طريقه في العالم. وذكر أنه تعرض للضرب مرات عديدة بسبب أفعاله، بما في ذلك الضرب الذي تعرض له قبل أسابيع قليلة في كينينجتون والذي لن ينساه أبدًا. نال العقوبة عندما أكل أربعين (48) محارة مع الخبز والزبدة ولم يستطع الدفع؛ تم جره عبر بركة وضرب بالهراوات وركل. قال إن حكايات أكله الإسراف مبالغ فيها، وأن أكثر ما أكله هو 25 دزينة (300) محار مع رغيف ونصف خبز بالزبدة؛ كان يعتقد أنه من المحتمل أن يأكل 30 دزينة (360) من المحار.   اعتقد داندو أنه لم يرتكب أي خطأ في أفعاله وهو ما برره بالقول:
أرفض أن أتضور جوعاً في أرض الوفرة. وبدلاً من ذلك، سأحذو حذو أفضل مني من خلال الوقوع في الديون دون أن يكون لدي وسيلة للدفع. لماذا، يعيش بعض الرجال في إسراف ورفاهية كبيرين، ويدينون بالمال ويخدعون دائنيهم، ومع ذلك لا يزالون يعتبرون محترمين وصادقين. أنا أواجه الديون فقط لإشباع الرغبة في الجوع، ومع ذلك فأنا محتقر ومضرب.

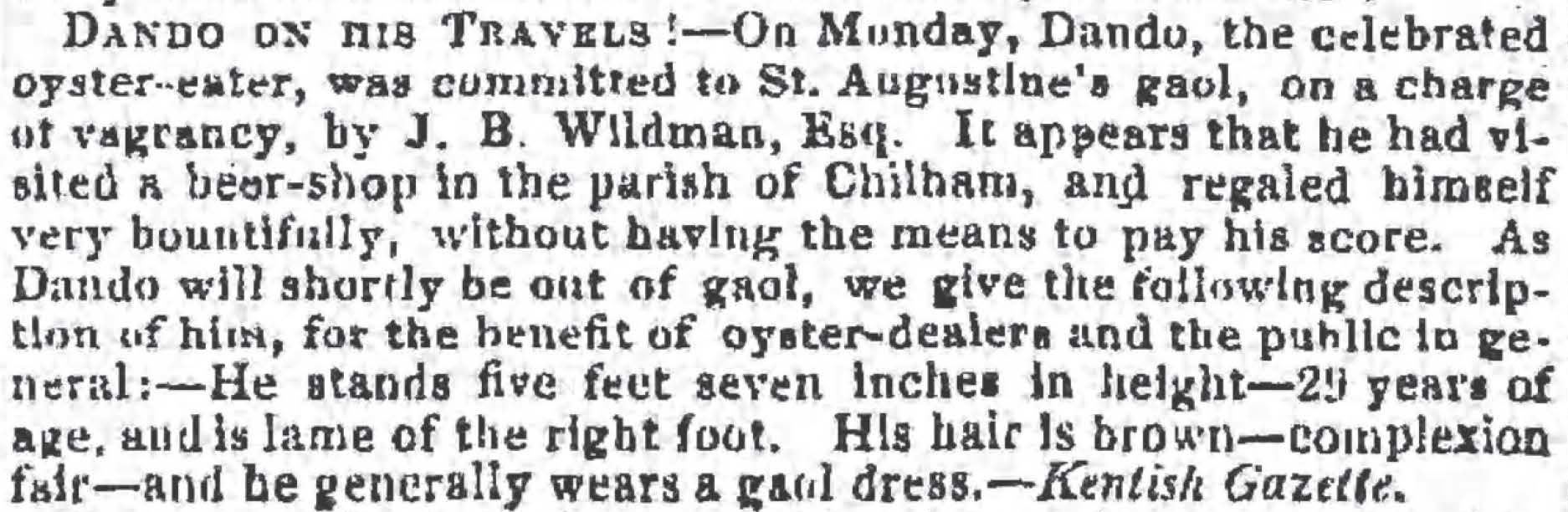
تحذير حول داندو, نشرت في الجريدة كنتيش وأعيد طبعه في المراقب يونيو 1832.

في يونيو 1832 ألقي القبض على داندو في كنت بعد أن شرب في نزل في أبرشية تشيلهام دون أن يدفع. تم سجنه بتهمة التشرد وظهر وصف له في الصحافة وصفه بأنه 5 قدم 7 بوصة (1.70 م)، ذو شعر بني مع بشرة شاحبة وعرج في القدم اليمنى. 
بعد قضاء بعض الوقت في كينت، عاد داندو إلى لندن، وبعد بضعة أيام، تم اعتقاله وإرساله إلى سجن كولدباث فيلدز. أصيب بالكوليرا هناك - جزء من الوباء المستمر - وتوفي في 28 أغسطس 1832.   تم دفنه في اليوم التالي؛ تخيل ديكنز في وقت لاحق أن داندو "دفن في ساحة السجن وقاموا بتعبيد قبره بقذائف المحار". نُشرت وفاته في الصحف، بما في ذلك التايمز و المراقب. 

## تراث ثقافي
تم الإبلاغ عن مآثر داندو على نطاق واسع في الصحافة، في كل من صحف لندن اليومية وأعيد طبعها في الصحف المحلية. يصف المؤرخ كريستوفر إمبي الكثير من التقارير الصحفية بأنها "ذات طابع رومانسي". تعتبر الأكاديمية آن فيذرستون أن لهجتهم "كانت نصف مسلية ونصف مندهشة". يعتقد فيذرستون أن داندو "كان يتمتع بذكاء حاد وطريقة سهلة وقدم للصحفيين اقتباسات ملفتة للنظر"، مما ساعد لهجتهم المتعاطفة، و "جرأته [التي] أثارت إعجابًا متسللًا من رجال الصحف الأكثر تشاؤمًا ".

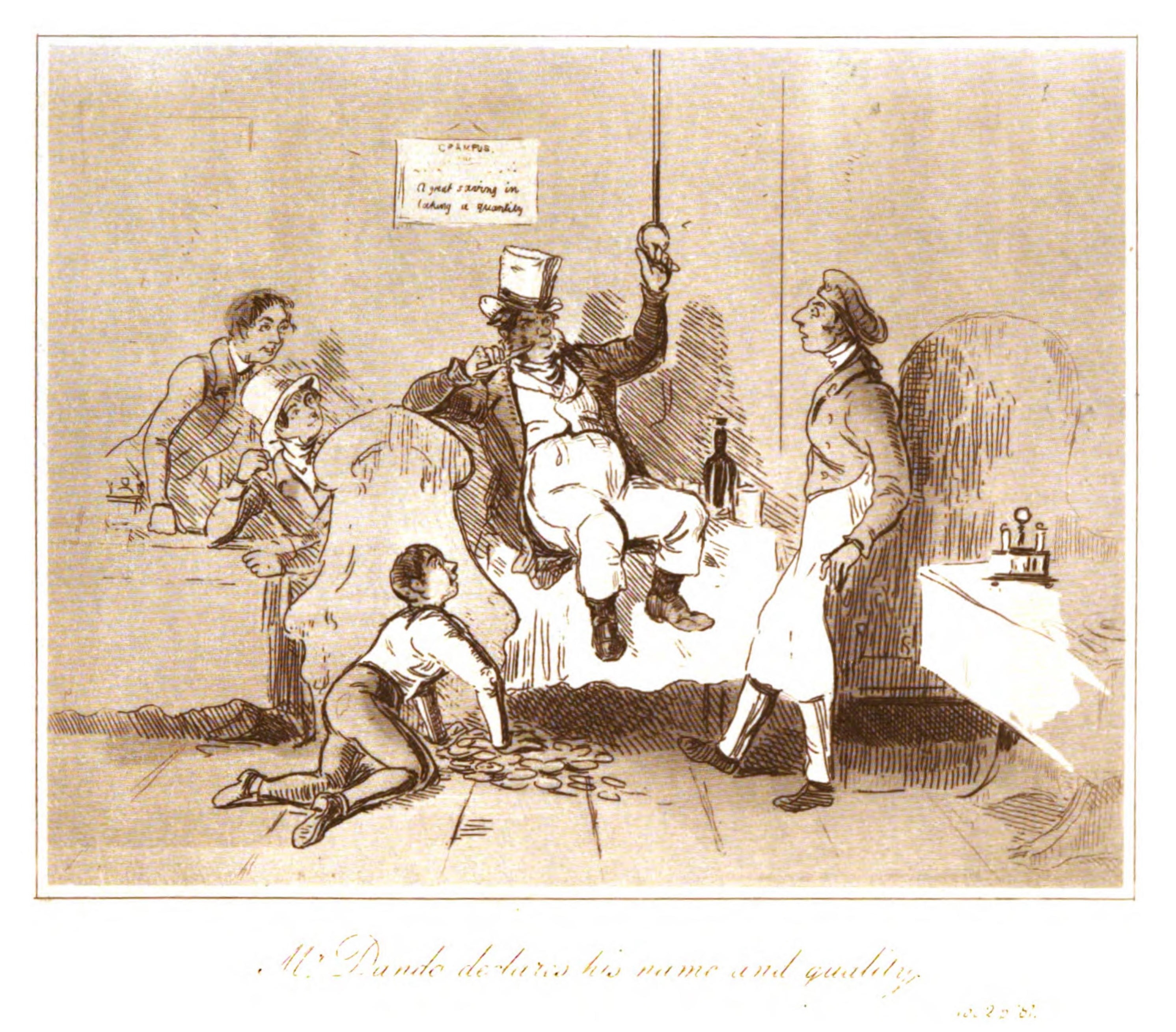
داندو ، كما تصورها ويليام ميكبيس ثاكيراي في قصته القصيرة "الأستاذ"

بالإضافة إلى تأبين الصحف ونعيها، ومعظمها من الدعابة أو غريب الأطوار ، بعد وفاة داندو، كان هناك العديد من القصائد الشعبية المكتوبة عنه، بالإضافة إلى العديد من الرسوم الكاريكاتورية.  من بين القصص المنشورة "حياة وموت داندو، المحار المشهور" لجيمس كاتناش:
 
ذات يوم مشى حتى كشك المحار.
```
لمعاقبة السكان الأصليين، الكبار والصغار؛
فقط ثلاثين دزينة تمكن من العض،
بعشرة أرغفة صغيرة - يا لها من شهية!
ولكن بعد أن فعل، دون أن يقول نهارك سعيدًا،
انطلق، انطلق، بعيدًا؛
لقد توحش المحار وترك القشرة -
داندو، الانتفاخ غير الطبيعي.
[
42
]
 
[
43
]
```

في عام 1837 كتب ويليام ميكبيس ثاكيراي "البروفيسور"، وهي قصة قصيرة مبنية بشكل فضفاض على داندو.  تم تحويل هذه القصة القصيرة إلى مسرحية، داندولو؛ أو، آخر الكلاب، بواسطة إدوارد ستيرلنغ في عام 1838، والذي تم عرضه في مسرح مدينة لندن. 
دخل اسم داندو في جدل مشترك ككلمة لوصف شخص يأكل في منافذ الطعام ولم يدفع. وصف قاموس عام 1878 للمصطلحات العامية داندو بأنه "آكل عظيم، يغش في الفنادق، ويأكل المحلات، وأقبية المحار، وما إلى ذلك، من شخص بهذا الاسم عاش منذ سنوات عديدة، والذي كان يأكل المحار الهائل". في عام 1850، كتب السياسي اليميني توماس ماكولاي "كنت داندو في مطعم لطهي المعجنات، ثم في محل محار"، على الرغم من أنه لم يوضح ما إذا كان يأكل أكثر من اللازم، أو ما إذا كان قد فعل ذلك أيضًا لا تدفع. في كتاب الأمثال، الذي نشره الكاتب الاسكتلندي روبرت ماكنش عام 1834، ظهر داندو أربع مرات، بما في ذلك في قول مأثور 405، الذي ينص على أن المحار يجب أن يؤكل نيئًا: "اعتمادًا عليه، هذا هو الموافقة طريقة بين الذواقة. لم يبتلعها صديقي الراحل داندو بأي شكل آخر ".
تعتبر الأكاديمية ريبيكا ستوت أن داندو غالبًا ما يتم تصويره "على أنه نوع من البطل الشعبي، ينتهك القانون ليتبع اهتماماته الفردية. من القراصنة يأكلون المحار ويعيشون خارج القانون. " فيذرستون، معلقًا على فلسفة داندو "أرفض أن أتضور جوعاً في أرض الوفرة"، يرى أن خلفية أعمال الشغب المتأرجحة وثيقة الصلة بأسلوب حياته. في عام 1867 كتبت مجلة فريزر الأدبية ذات الميول من حزب المحافظين أنها تعتقد أن فلسفة داندو قد انتحلها السياسي من حزب المحافظين بنيامين دزرائيلي. ونقلت المجلة عن داندو: "المحار مخصص للبشرية؛ لا تتحدث معي عن عقار تم الحصول عليه بدفع ثمنها. طالما أن المحار موجود، فسوف آكل ما أراه مناسبًا "وقارنت هذه الفلسفة بشكل سلبي بما اعتبروه مواقف سياسية مرنة لدزرائيلي:" المبادئ كانت موجهة للبشرية؛ لا تتحدثوا معي عن ممتلكات مكتسبة بالايمان بهم. طالما أن المبادئ موجودة، سأستخدمها بأي شكل من الأشكال، أو أعلن عنها أو أنكرها، كما أراه مناسبًا ".
الكاتب تشارلز ديكنز، وهو عاشق كبير للمحار وثقافة المحار، استمر في المراسلات مع المربي الأمريكي كورنيليوس فيلتون. في رسالة من يوليو 1842، أعطى ديكنز فيلتون تاريخًا محفوظًا لداندو، كتب فيه "كان معروفًا أنه يأكل عشرين دزينة في جلسة واحدة، وكان سيأكل أربعين، إذا لم تظهر الحقيقة على صاحب المتجر". في مجلته الأدبية طوال العام، قارن ديكنز داندو بالإسكندر الأكبر، وكتب أن "الإسكندر بكى لعدم وجود المزيد من العوالم ليغزوها، ومات داندو لأنه لم يعد هناك المزيد من متاجر المحار للإيذاء". اختار كاتب مجهول الاحتفال بداندو بالسطور التالية:
 